# Christer Gardell
Christer Gardell (geboren 1960 in Nacka) ist ein schwedischer Hedgefondsmanager. Gardell studierte Wirtschaftswissenschaften an der Handelshochschule Stockholm und machte seinen Abschluss im Jahr 1984. Gardell arbeitete bei McKinsey & Company und war von 1996 bis 2001 der Firmenchef der schwedischen Investmentfirma AB Custos. Im Jahr 2002 gründete er zusammen mit Lars Förberg die Investmentfirma Cevian Amaranth Capital, welche im Jahr 2003 ihren Namen zu Cevian Capital änderte. Bei ihren Investitionen verfolgt die Firma die Strategie eines aktiven Investors.
Im Jahr 2006 startete Cevian den Cevian Capital II Fonds. Er ist der größte aktivistische Investmentfonds Europas und verwaltete im April 2017 mehr als 10 Milliarden Euro. Dieser Fonds hält große Anteile an mehreren Firmen an der Stockholmer Börse, einschließlich Volvo. Frühere Kapitalanlagen waren Lindex, Skandia und Telia Company.
Gardell wurde 2017 in den Paradise Papers genannt.